# 特利斯泰鄉

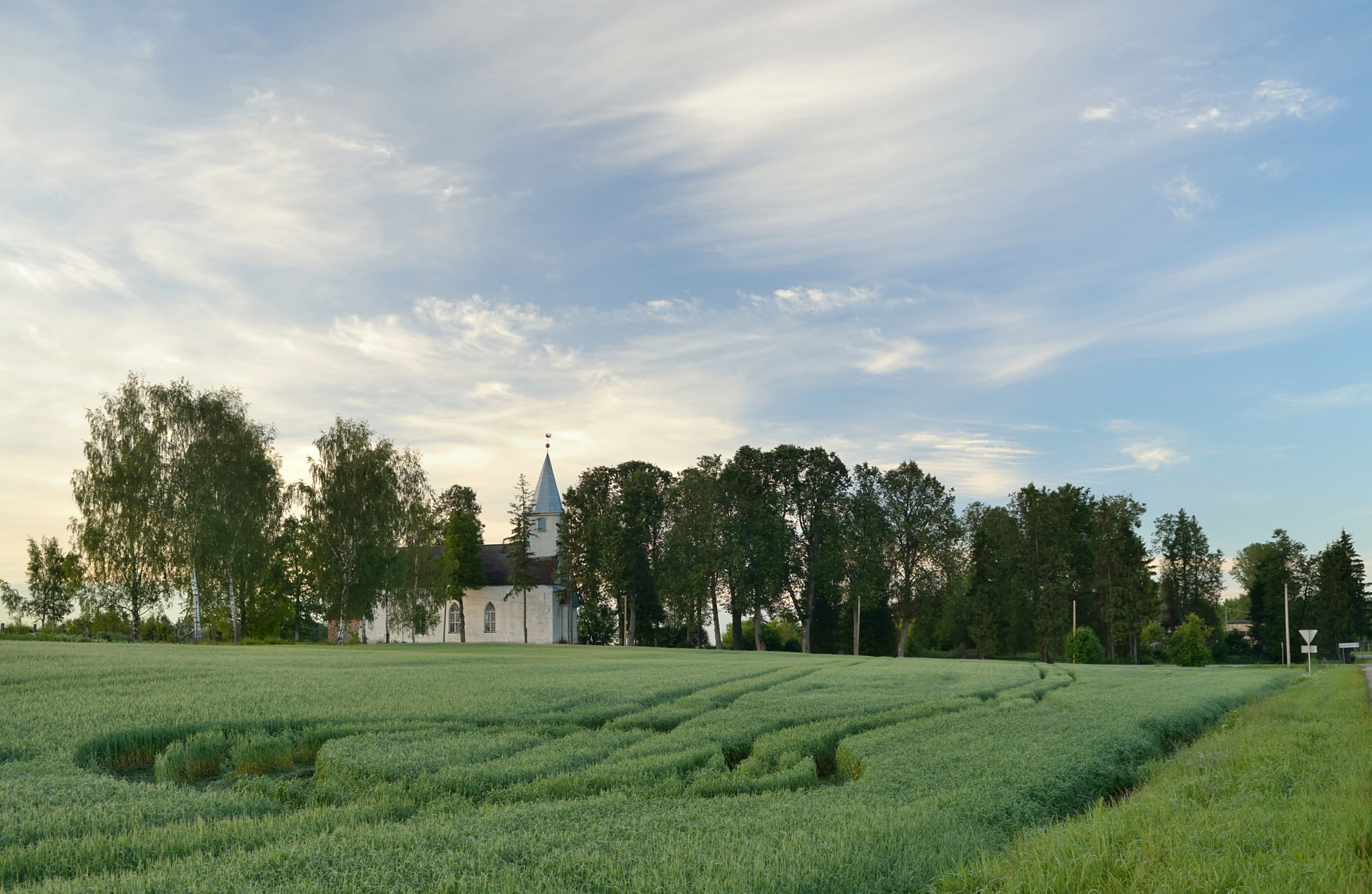
拉特雷教堂

特利斯泰鄉，曾是愛沙尼亞瓦爾加縣的一個鄉村型市镇，位於該國南部，行政中心設於拉特雷，面積194平方公里，2010年人口1,785，人口密度每平方公里9人。
2017年爱沙尼亚行政改革后，特利斯泰市镇与其他市镇一起合并为新的瓦尔加市镇。
57°51′30″N 26°10′42″E / 57.85833°N 26.17833°E